# Gama Normidy
Gama Normidy (GNO) jsou slabý meteorický roj, aktivní od 7. března do 23. března s vrcholem 15. března. Radiant se nachází v blízkosti hvězdy Gamma2 Normae v souhvězdí Pravítka.

## Historie
První pozorování byla provedena R. A. McIntoshem z Aucklandu v roce 1929, potvrzení přišlo od M. Geddese v roce 1932. Roj byl prakticky ignorován, dokud nebylo postaveno radarové zařízení používané A. A. Weissem v Adelaide, které zahájilo činnost 15. -16. března 1953. Pokus pozorovat roj radarem v roce 1956 byl neúspěšný, ale roj byl pozorován opět radarem v roce 1969.
Členové Western Australia Meteor Section provedli rozsáhlé pozorování v 70 a 80. letech. V roce 1983 byla průměrná magnituda 2,68 a nejvyšší zenitová hodinová frekvence (ZHR) 9,6±2,3 z noci ze 13. na 14. března. V roce 1986 bylo pozorováno 273 meteorů a nejvyšší ZHR (3,49) byla zaznamenán z 14. na 15. března.
V roce 2005 Liga IberoAmericana De Astronomía zaznamenala meteory z tohoto roje každou noc během období pozorování v době od 8. do 17. března. Nejvyšší počet meteorů byl zaznamenán v noci z 10. na 11. března s ZHR 14 ± 6.